# Hirtia de pompeianis
Hirtia de pompeianis va ser una llei romana establerta a proposta d'Aulus Hirci, que determinava la incapacitació de tots els partidaris de Gneu Pompeu Magne que havien exercit magistratures. Es va aprovar el'any 49 aC, just després que Juli Cèsar ocupàs el poder a Roma.